# Papistylus grandiflorus
Papistylus grandiflorus là một loài thực vật có hoa trong họ Táo.

## Lịch sử phân loại
Năm 1942, Charles Austin Gardner mô tả loài Cryptandra grandiflora. Năm 2007, Jürgen Kellermann, Barbara Lynette Rye và Kevin R. Thiele thiết lập chi mới Papistylus và chỉ định nó làm loài điển hình của chi này.

## Mẫu định danh
Mẫu định danh: E.M. Barker 17 thu thập tại phía tây Carnamah, Tây Úc vào tháng 9 năm 1934. Mẫu holotype số PERTH 01599283; các isotype: PERTH 01599267, 01599275, 01599291. Tất cả được lưu giữ tại Phòng mẫu cây Tây Úc (PERTH) tại Kensington, Tây Úc, Australia.

## Từ nguyên
Tính từ định danh grandiflorus từ tiếng Latinh grandis (lớn) và flos (hoa); ở đây nghĩa là hoa lớn.

## Phân bố
Loài đặc hữu khu vực tỉnh thực vật tây nam Tây Úc, trải rộng từ phía tây Carnamah về phía đông nam tới Wongan Hills. Môi trường sống là đất sét nền cát, thường trong rừng thưa nhưng cũng ghi nhận trong các vùng cây bụi thấp trên đất nền granit.

## Mô tả
Cây bụi cao 0,3–0,8 m, không có gai, các lá chủ yếu ở phần xa. Thân non có lông đơn áp ép dày đặc, màu trắng bạc hay màu gỉ sắt, dài ~0,5 mm. Các lá kèm hình tam giác hẹp, dài 2–3,5 mm, rời hoặc hợp sinh rất ngắn ở đáy giữa cuống lá và thân cây, nhọn thon, có răng cưa, với các lông đơn dọc theo gân giữa và mép. Cuống lá dài 1–2 mm, nhiều lông. Phiến lá ban đầu gập đôi, hình trứng ngược hẹp đến hình trứng ngược, dài (5–)7–10(–18) mm, rộng 2–4(–7) mm, đáy hình nêm hẹp, đỉnh tù đến nhọn, điểm nhọn sẫm, uốn ngược; mặt dưới (mặt xa trục) với các lông đơn áp ép màu trắng bạc hoặc màu gỉ sắt phủ bên trên các lông nhỏ hình sao, rậm lông khi chưa trưởng thành, sau trở thành thưa lông hoặc nhẵn nhụi; mặt trên (mặt gần trục) nhẵn nhụi khi trưởng thành, đôi khi với ít lông còn sót lại ở gân giữa. Cụm hoa là các xim nhiều hoa chụm lại, hình cầu, rộng 5–15(–20) mm, chứa 10–50 hoa, các hoa chủ yếu không cuống với 2 lá bắc hoa ở đỉnh của cuống cụm hoa dài 0,5 mm; hoa màu trắng hoặc thường pha màu hồng nhạt, có lông nhung vừa phải. Các lá bắc tổng bao lớn hơn các lá bắc hoa, chủ yếu là hình trứng ngược rộng nhưng lá bắc ngoài cùng thường với lá tiêu giảm đính kèm và sau đó có 2 thùy phía trên cuống lá rời. Các lá bắc hoa hình trứng ngược hoặc hình trứng ngược rộng, đáy có vuốt, dài 3–3,5 mm, có răng, có lông rung, có gờ, mặt ngoài khá dày lông áp ép dọc theo phần giữa và ít lông ở hai bên. Ống đài hoa dài 1–2,5 mm (phình to dài đến 4 mm ở quả), đường kính 1,5–3 mm, bên trong nhẵn nhụi; đáy hợp sinh với lớp lông rậm gồm các lông đơn cong lên trên, các sợi lông lớn nhất dài ~0,7 mm; phần ống rời dài hơn phần đáy và ít lông hơn. Lá đài dài 2–2,5 mm, với lớp lông tương tự như của ống đài hoa. Cánh hoa dài 0,8–1,2 mm. Đĩa hoa tạo thành một vành dễ thấy xung quanh đỉnh bầu nhụy. Bầu nhụy chủ yếu là hạ; đỉnh có lông mọc thẳng đứng dài ~0,5 mm che phủ rậm rạp. Vòi nhụy dài 2,5–5 mm, dày ở nửa dưới, với nhú có cuống dài ~0,05 mm, với các lông đơn ở một phần tư phần đáy vòi nhụy. Quả dài 3–3,5 mm, đường kính ~2 mm, chủ yếu là hạ. Hạt dài ~1,7 mm, rộng 0,9–1 mm, sẫm màu ở đáy, màu nâu sáng đến vừa ở phần trên, không có đốm nhưng mép hơi nhạt hơn so với phần còn lại; áo hạt dài ~0,5 mm, trắng trong mờ, 3 thùy. Ra hoa và tạo quả từ tháng 8 tới tháng 11.